# Pattern (Jülich)
Pattern is een plaats in de Duitse gemeente Jülich, deelstaat Noordrijn-Westfalen, en telt 456 inwoners (2011).